# Aș vrea să fiu

Aș vrea să fiu este o poezie scrisă de George Coșbuc.